# U-23サッカースイス代表
U-23サッカースイス代表は、スイスサッカー協会によって編成されるスイスのサッカーの23歳以下のナショナルチームである。23歳以下の選手を対象とするオリンピックならびにUEFA U-21欧州選手権に出場するためのチームである。そのため、それぞれ大会前年にはU-22サッカースイス代表、そのさらに前年にはU-21サッカースイス代表と呼称が変わる。

## オリンピックの成績
1988年大会まではサッカースイス代表#オリンピックの成績を参照。
| 開催年 | 結果                                            | 試       | 勝       | 分       | 負       | 得       | 失       |
| ------ | ----------------------------------------------- | -------- | -------- | -------- | -------- | -------- | -------- |
| 1992   | 予選敗退                                        | 予選敗退 | 予選敗退 | 予選敗退 | 予選敗退 | 予選敗退 | 予選敗退 |
| 1996   | 予選敗退                                        | 予選敗退 | 予選敗退 | 予選敗退 | 予選敗退 | 予選敗退 | 予選敗退 |
| 2000   | 予選敗退                                        | 予選敗退 | 予選敗退 | 予選敗退 | 予選敗退 | 予選敗退 | 予選敗退 |
| 2004   | 予選敗退                                        | 予選敗退 | 予選敗退 | 予選敗退 | 予選敗退 | 予選敗退 | 予選敗退 |
| 2008   | 予選敗退                                        | 予選敗退 | 予選敗退 | 予選敗退 | 予選敗退 | 予選敗退 | 予選敗退 |
| 2012   | グループステージ敗退                            | 3        | 0        | 1        | 2        | 2        | 4        |
| 2016   | 予選敗退                                        | 予選敗退 | 予選敗退 | 予選敗退 | 予選敗退 | 予選敗退 | 予選敗退 |
| 2021   | 予選敗退                                        | 予選敗退 | 予選敗退 | 予選敗退 | 予選敗退 | 予選敗退 | 予選敗退 |
| 通算   | 最高成績 : グループステージ敗退 8大会中/1回出場 | 3        | 0        | 1        | 2        | 2        | 4        |